# 積分非直線性
積分非直線性（せきぶんひちょくせんせい、Integral nonlinearity、INL）はディジタルアナログコンバータ(DAC)とアナログディジタルコンバータ(ADC)の性能を測定するのに一般的に用いられる指標。DACにおいては、特定の入力コードに対して、理想的な出力値と実際に測定された出力値の偏差の尺度である。ADCにおいては、ある出力コードの理想的な入力スレッショルド値と測定スレッショルドレベルの間の偏差である。この測定はオフセット及びゲイン誤差が保証された後に行なわれる。
DACやADCの理想的な伝達関数は直線である。INLの測定は、どのラインを理想とするかによって異なる。1つの一般的な選択肢は、伝達関数の端点をつなぐ線、言い換えれば、測定した入出力値の最小値と最大値をつなぐ線である。別の方法としては、最良適合を用いて、平均（または平均2乗）INLを最小化するものがある。
INLは全ての可能な入出力コードで測定することができるが、コンバータのINLを報告する際に最大誤差のみが出ることがよくある。

## 式
終点を通る線について、DACのINLは以下の式となる。
{\displaystyle \mathrm {INL} =\max _{0\leq c\leq c_{\max }}\left|V_{\mathrm {out} }[c]-V_{\mathrm {out} }[0]-c\cdot m\right|}
ここで
{\displaystyle m={\frac {V_{\mathrm {out} }[c_{\max }]-V_{\mathrm {out} }[0]}{c_{\max }}}}
は終点を通る線の傾きであり、
{\displaystyle V_{\mathrm {out} }[c]}
はコードcでの出力電圧である。これは最小コードが0であることを前提としている。このINLはボルトで測定される。これを理想的なLSB電圧で割ることでLSBでの測定結果を得ることができる。